# Lijst van FGC-lijnen
Dit is een complete lijst van lijnen (gesorteerd op type) van Ferrocarrils de la Generalitat de Catalunya, een spoorwegbedrijf dat eigendom is van de Catalaanse overheid.

## Voorstad-lijnen
De FGC voorstad-lijnen is de aanduiding voor het stoptreinnetwerk in de metropool Barcelona van FGC. Dit net heeft dezelfde tariefstelling als de meeste andere ATM openbaarvervoerssystemen in de stad. 
Deze lijnen beginnen allemaal met de letter S (van suburbà):
- S1 - Barcelona-Pl. Catalunya - Terrassa
- S2 - Barcelona-Pl. Catalunya - Sabadell
- S3 - Barcelona-Pl. Espanya - Can Ros
- S4 - Barcelona-Pl. Espanya - Olesa de Montserrat
- S5 - Barcelona-Pl. Catalunya - Sant Cugat
- S6 - Barcelona-Pl. Catalunya - Universitat Autònoma
- S7 - Barcelona-Pl. Catalunya - Rubí
- S8 - Barcelona-Pl. Espanya - Martorell

## Rodalies-lijnen
Rodalies maken deel uit van het cercanías stoptreinsysteem. Deze lijnen beginnen met de letter R (van rodalies), net als de rest van de Rodalies Barcelona-lijnen:
- R5 - Barcelona-Pl. Espanya - Manresa
- R50 - Barcelona-Pl. Espanya - Manresa (Semi-direct)
- R6 - Barcelona-Pl. Espanya - Igualada
- R60 - Barcelona-Pl. Espanya - Igualada (Semi-direct)

## Barcelona-metrolijnen
Deze lijnen beginnen, net als de rest van de metrolijnen in Barcelona, met de letter L:
- L6 - Pça Catalunya - Sarrià
- L7 - Pça Catalunya - Av. Tibidabo
- L8 - Pça Espanya - Molí Nou-Ciutat Cooperativa
- L12 - Sarrià - Reina Elisenda

## Lleida-Balaguer-La Pobla de Segur-lijn
- Lleida-La Pobla lijn.

## Busdiensten
- Can Sant Joan - Polígon Can Sant Joan
- Piera - Els Hostalets de Pierola
- Piera - Urbanitzacions de Piera
- Capellades - Capellades Estació
- Corbera-busdienst
- Martorell-busdienst
- Pallejà-Fontpineda-busdienst

## Kabelspoorwegen
- Kabelspoorweg van Vallvidrera
- Kabelspoorweg van Gelida

## Andere diensten
- Cremallera de Montserrat (Bergspoorweg naar het Klooster van Montserrat)
- Cremallera de Núria
- Ferrocarril Turístic de l'Alt Llobregat (La Pobla de Lillet - Castellar de n'Hug)
- Ski station in La Molina

## In aanbouw zijnde lijnen
- Sabadell Metro
- Terrassa Metro